# Lisa Milberg
Lisa Milberg, född 2 februari 1978, är en svensk popmusiker och musikjournalist och sångerska i popbandet The Concretes. Innan hon blev sångerska var hon trumslagare. Tidigare har hon bland annat skrivit för Nöjesguiden och medverkat i Sveriges Televisions program Studio Pop samt bloggat för Rodeo. Milberg var med och skapade programmet This is our music på MTV.